# Ги I (граф Рошфора)
Ги I де Рошфо́р (фр. Gui Ier de Rochefort), также известный как Ги II де Монлери и Ги Красный (фр. Gui II de Montlhéry, Guy Le Rouge; ок. 1055—1108) — влиятельный феодал эпохи правления Филиппа I, граф Рошфора, сеньор Шеврёз, Шатофор, Гурне, Креси-ан-Бри, шателен Бретенкура. Происходил из рода Монлери, являвшегося младшей ветвью дома Монморанси.

## Биография
Ги был вторым сыном Ги I де Монлери, сеньора Монлери и Одьерны Гомец де ла Ферте. Прозвище «Красный» (фр. Le Rouge) получил из-за цвета волос.
Унаследовав обширные владения отца и матери, и став графом Рошфор по праву жены благодаря браку с Аделаидой де Рошфор (де Креси), Ги быстро возвысился при дворе короля Филиппа I и в 1091 году был назначен сенешалем Франции, что подтверждается его подписями на сохранившихся хартиях.
В 1096 году, сложив обязанности сенешаля, Ги де Рошфор отправился в первый крестовый поход, а затем присоединился к крестоносцам неудачного похода 1101 года. Ему удалось выжить в битве под Мерзифоном и в 1104 году он вернулся во Францию, овеянный славой и почестями. Вскоре после этого он начал возведение замка в Рошфоре, им также была построена укреплённая церковь неподалёку, сохранившаяся до наших дней. Примерно в это же время он обручил свою дочь Люсьенну с будущим королём Людовиком VI, что укрепило его влияние и позиции в королевстве. Однако, этот брак был впоследствии аннулирован папой римским Пасхалием II под давлением других представителей знати, в особенности Ансо де Гарланда, сенешаля Франции, под предлогом слишком близкого родства. Будучи не согласным с этим решением, Ги де Рошфор организовал восстание, которое вскоре было подавлено королём.
После поражения Ги удалился в аббатство Лонпон, где и скончался в августе 1108 года.

## Брак и дети
Ги де Рошфор был женат дважды. В браке с Аделаидой де Рошфор родилось двое детей:
- Ги III де Монлери (ум. 1112) — граф Рошфора с 1108 года, погибший при осаде замка Пюизе[фр.].
- Агнес (либо Беатрис) де Рошфор — наследовавшая брату, вышла замуж за Ансо де Гарланда не позже 1112 года.

Второй женой Ги де Рошфора была Елизавета де Креси, в браке с которой было пять детей:
- Гуго де Креси (ум. 31 июля 1147) — сенешаль Франции, сеньор Гурне, Креси-ан-Бри, Монлери, Ла Ферте и Гомез-ле-Шатель.
- Бьот — вышедшая замуж за Фулька, виконта Гатине и графа Шато-Ландон.
- Люсьенна де Рошфор (1088—1137) — первая супруга Людовика VI, впоследствии вышедшая в результате замуж за Гишара III де Божё.
- Беатрис де Креси
- Ги II де Рошфор (ум. 1115) — сеньор Рошфора.